# Krzyworzeka (województwo łódzkie)

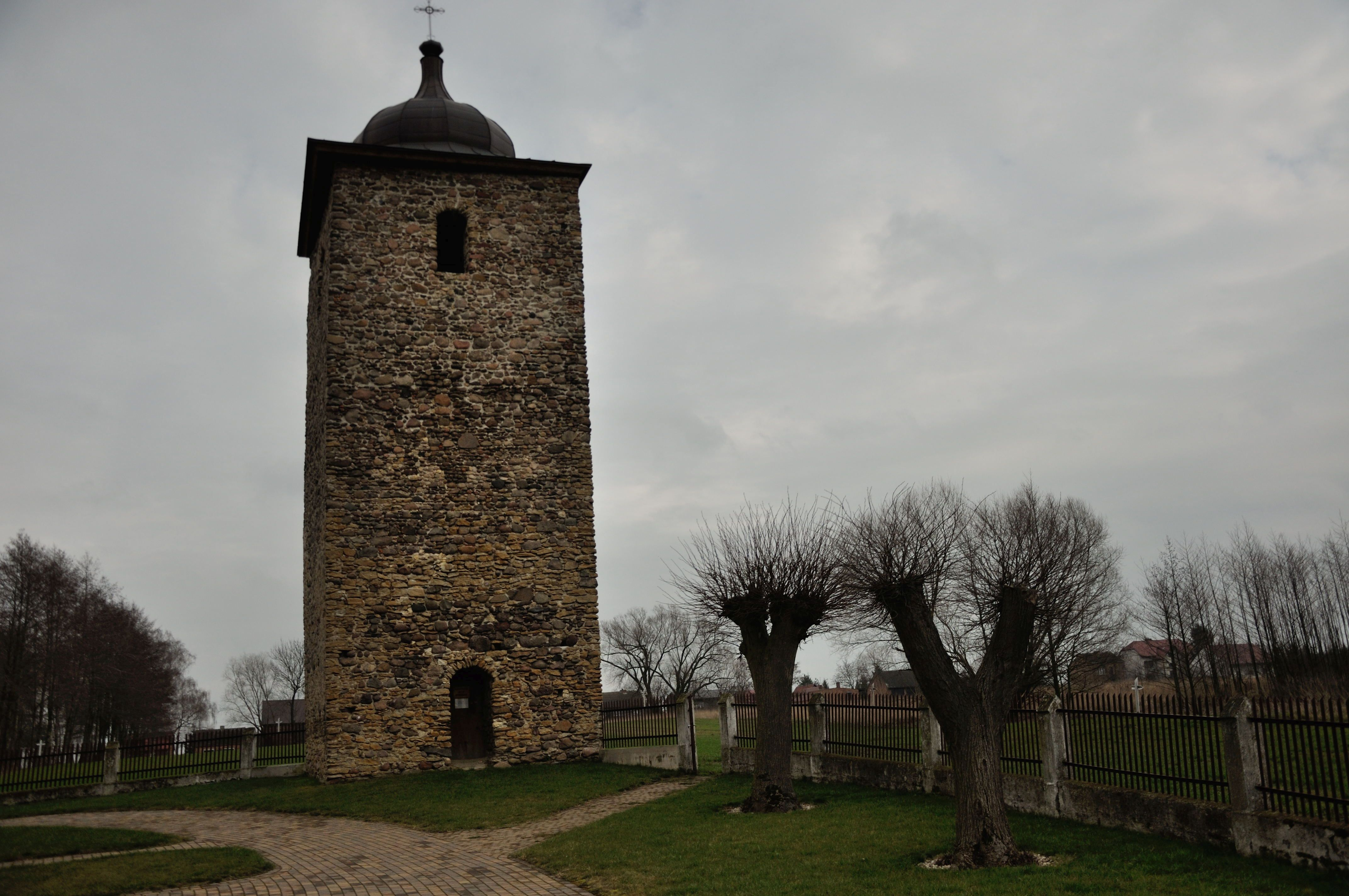
Dzwonnica w Krzyworzece 2016

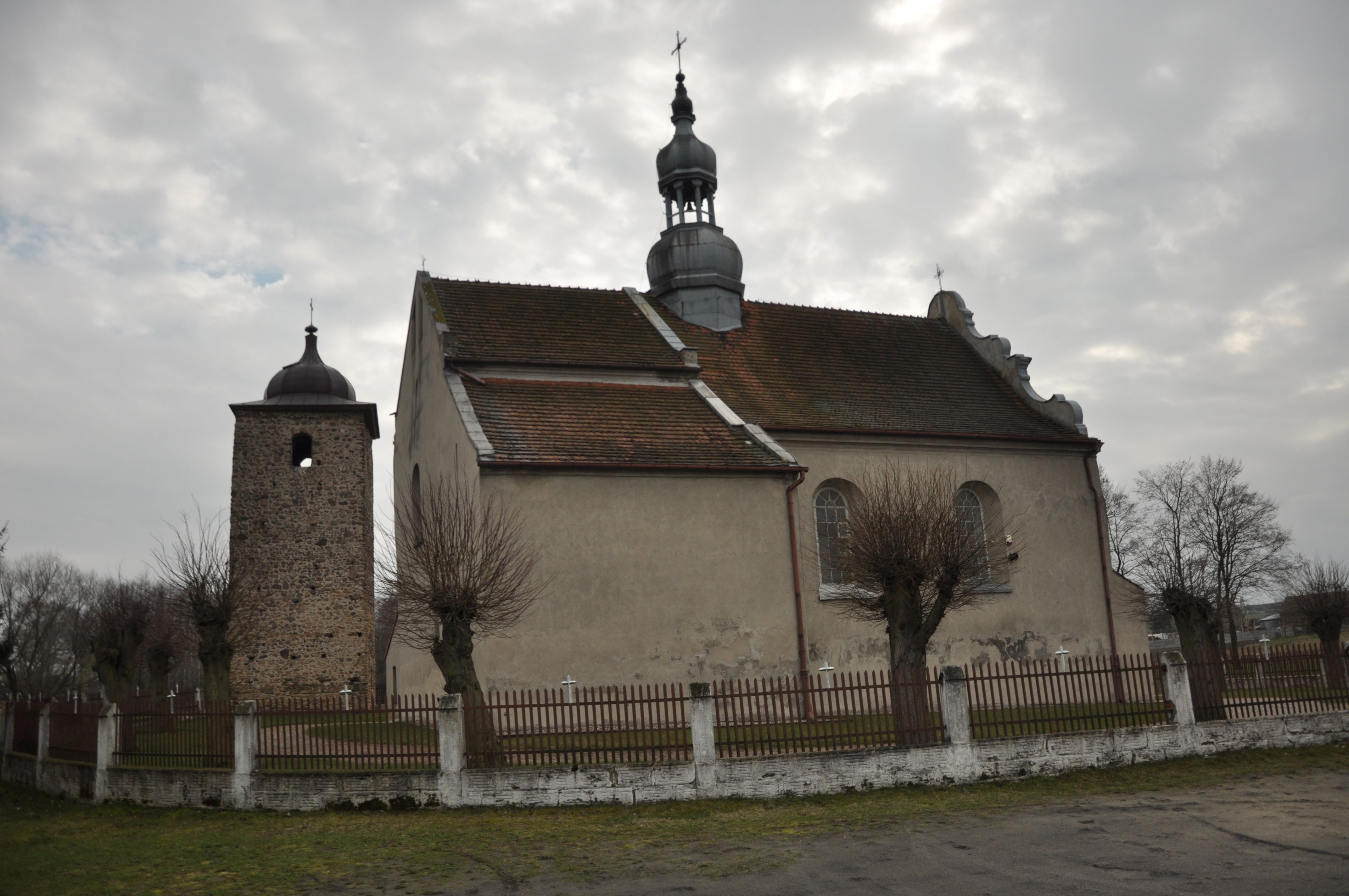
Kościół w Krzyworzece 2016

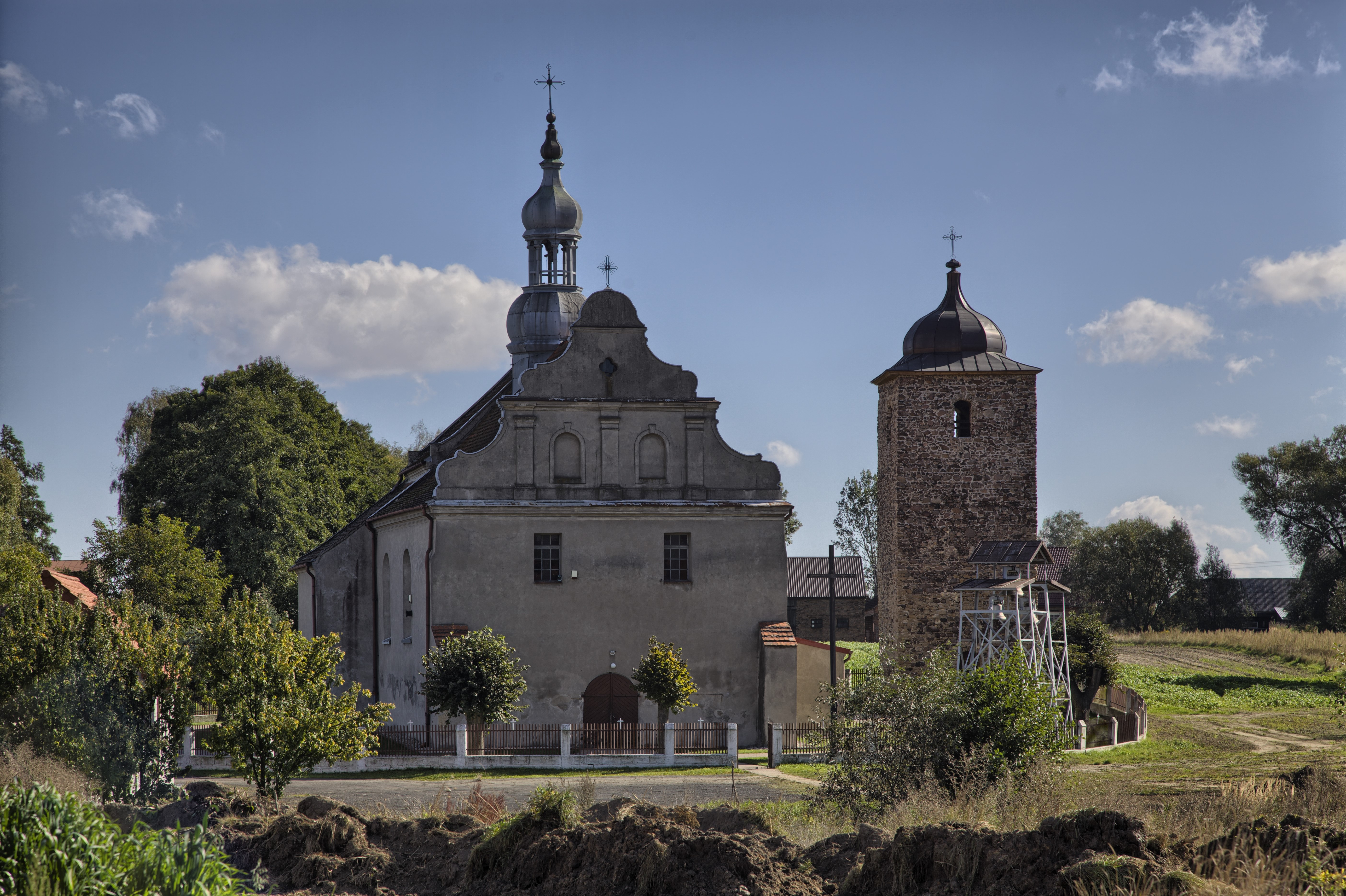
Kościół śś. Piotra i Pawła w Krzyworzece

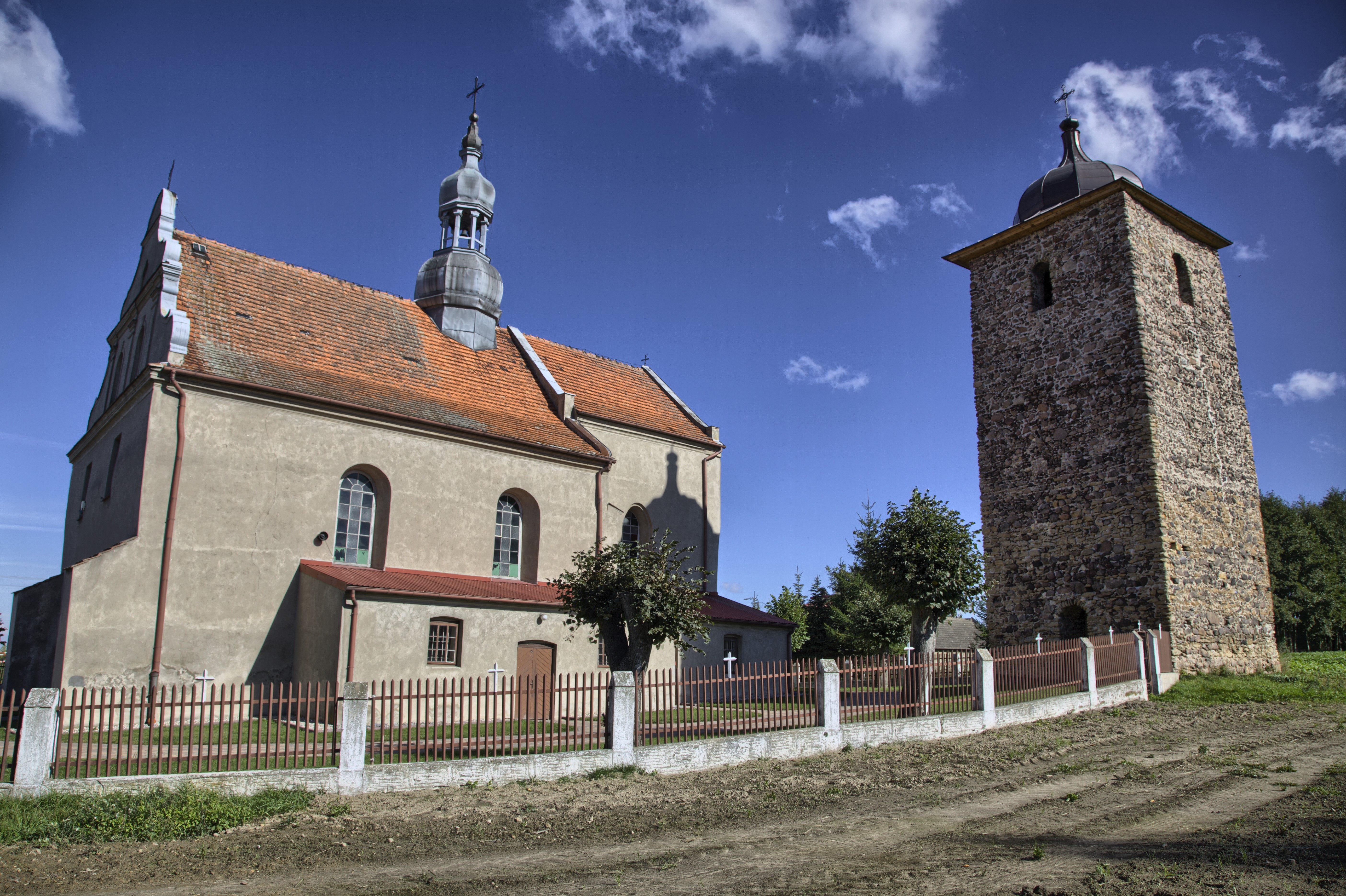
Kościół śś. Piotra i Pawła w Krzyworzece

Krzyworzeka – wieś w Polsce położona w województwie łódzkim, w powiecie wieluńskim, w gminie Mokrsko. Położona przy drodze z Wielunia do Bolesławca, pierwotnie nazywana z Pniewem. Leży w odległości 4 km od Wielunia
Wieś królewska w starostwie wieluńskim w powiecie wieluńskim województwa sieradzkiego w końcu XVI wieku. W latach 1954–1961 wieś należała i była siedzibą władz gromady Krzyworzeka, po jej zniesieniu w gromadzie Mokrsko. W latach 1975–1998 miejscowość administracyjnie należała do województwa sieradzkiego.

## Części wsi
| SIMC    | Nazwa          | Rodzaj    |
| ------- | -------------- | --------- |
| 0707627 | Kapkaz         | część wsi |
| 0707633 | Konstantynówka | część wsi |
| 0707640 | Krajków        | część wsi |
| 0707656 | Majorat        | część wsi |
| 0707662 | Olszyny        | część wsi |
| 0707679 | Pólko          | część wsi |
| 0707685 | Rumpel         | część wsi |

## Historia
Pierwsza wzmianka pojawia się w dokumentach książąt polskich pod datą 1264 r. Dokument dotyczy przeniesienia wsi książęcej Penewe (Pniewo) w ziemi rudzkiej przez Bolesława, księcia kaliskiego (najprawdopodobniej był to Bolesław Pobożny, niektórzy sugerują, że Bolesław Wstydliwy) na prawo średzkie i określał powinności, jakie zasadźca (sołtys) otrzymał i jakie musiał wykonywać. Jednocześnie arcybiskup gnieźnieński Jarosław otrzymał pozwolenie na wystawienie w tej wsi kościoła. Sugeruje to, że w lokowanej miejscowości już od dłuższego czasu mieszkali kmiecie a nadanie praw wsi miało umożliwić określenie środków, jakie miały być z niej przeznaczane na budowę kościoła. Kościół został wybudowany z kamienia polnego i wapiennego. Wtedy lub może już wcześniej powstała piękna, wolno stojąca dzwonnica – unikat w sztuce sakralnej Polski. Krzyworzeka a wraz z nią kościół stanowiły jeden z elementów systemu obrony ziem (w ramach kasztelanii rudzkiej a od 1288 wieluńskiej). W XV wieku mówi się w dokumentach historycznych o kościele warownym w systemie wieżowym w obecnej Krzyworzece.
W XV w. pojawia się w dokumentach nowa nazwa miejscowości – Krzywa Rzeka, Krzyworzeka. Wieś była cały czas wsią królewską. Nastąpił podział sołectwa (folwark szlachecki nie powstał). Nowi właściciele ufundowali fundusze na remont kościoła: obudowano kamień wapienny i polny cegłą paloną poprawiono dach. W dzwonnicy biły dwa dzwony. Inwentarz i wyposażenie kościoła było jak na owe czas bogate. Mieszkańcy wsi korzystali z rozwoju gospodarczego ziem polskich i łożyli znaczne sumy na kościół. Znaczne dochody przynosiły proboszczom duże pola uprawne należące do parafii. Rozwój Krzyworzeki tak jak i wielu podobnych wsi zahamowały wojny XVII w., zwłaszcza potop szwedzki. Utracono znaczną część naczyń liturgicznych, zniszczeń doznał sam kościół.
I wojna światowa znacznie zubożyła wieś i kościół. Kościół utracił zabytkowe dzwony, zginęło sporo ludzi, zwłaszcza młodych mężczyzn. II wojna światowa przyniosła jeszcze gorsze efekty. Niemal cała ludność została wysiedlona. Na ich miejsce przybyli niemieccy osadnicy, którzy używali nazwy Krombach. Wielu ludzi zostało zmuszonych do pracy na rzecz Niemiec. Kościół zamknięto, służył jako magazyn, przede wszystkim zbożowy.
Po wojnie wieś i kościół powoli podnosiły się ze zgliszczy. Niezwykle pięknie i uroczyście przebiegały uroczystości 700-lecia parafii – 4 maja 1965 r.
Urodził się tu Piotr Chwaliński – polski rolnik i samorządowiec, poseł na Sejm I i II kadencji (1922–1930) oraz na Sejm Ustawodawczy (1947–1950).

## Zabytki

### Kościół pw. św. Piotra i Pawła
Kościół zbudowano w 1264 roku z fundacji księcia Bolesława Pobożnego. Wpisano go do rejestru zabytków 30 grudnia 1967 roku. Jest to budowla pierwotnie romańska, z kamienia polnego, nadbudowana cegłą, przebudowana w XVIII – XIX w., otynkowana. Świątynię wzniesiono na rzucie prostokąta, z węższym prezbiterium zamkniętym prostą ścianą, w której znajduje się romańskie okno o czworolistnym wykroju.
Okazały siedemnastowieczny ołtarz główny, sprowadzono w 1900 roku z kościoła Podwyższenia Krzyża Świętego w Kole, jeszcze w XVIII stuleciu poddany był rozbudowie. W centralnym jego miejscu ulokowano rzeźbę ukrzyżowanego Chrystusa. Na tej samej wysokości stoją cztery kolumny ozdobione piękną snycerką. Między nimi umieszczone są figury św. Piotra i św. Pawła. Poniżej znajdują się rzeźby patronów Polski: św. Stanisława i św. Wojciecha. W zwieńczeniu ołtarza wyeksponowano figury: Boga Ojca, św. Wawrzyńca i św. Hieronima.
Ołtarze boczne pochodzą z połowy XVIII w. W prawym umieszczony jest obraz "Serce Jezusa", powyżej w owalu obraz z wizerunkiem św. Anny i św. Maryi. Natomiast na obrazie znajdującym się w lewym ołtarzu pokazany jest św. Bernard z Clairvaux, klęczący przed Dzieciątkiem Jezus i Maryją. W owalnym obrazie przedstawiony jest św. Józef z kilkuletnim Jezusem. Ambona, podobnie jak boczne ołtarze, jest późnobarokowa.
Kościół był w ciągu swej historii wielokrotnie remontowany, odnawiany i rozbudowany. Swój dzisiejszy wygląd zawdzięcza: ks. Józefowi Czuprymkiemu. Odpust w parafii odbywa się 29 czerwca św. Piotra i Pawła.

### Dzwonnica
Duże zainteresowanie wzbudza stojąca nieopodal kościoła, wzniesiona z kamienia polnego, nie tynkowana dzwonnica, przykryta kopułowym dachem, która została wzniesiona w 1264 r. Według miejscowej tradycji w niej miał się ukrywać Władysław Łokietek, ścigany przez Krzyżaków. W 2009 r. przeprowadzono remont dachu dzwonnicy.

### Cmentarze
We wsi znajdują się cztery cmentarze: pierwszy – wokół kościoła (najstarszy), drugi-położony przy drodze w stronę cegielni, trzeci – cmentarz choleryczny oraz czwarty – obecnie użytkowany przy drodze w stronę Mokrska. Na cmentarzu przy drodze do cegielni pochowano oficera z 36 p. Legii Akademickiej poległego 1 września 1939 r., był tu też grób n.n. żołnierza polskiego poległego w 1918 r.

## Parafia
Parafia w Krzyworzece znajduje się dekanacie Mokrsko, w archidiecezji częstochowskiej. Od lipca 2014 roku proboszczem jest ks. Krzysztof Pałka. Wcześniej tę funkcję pełnili ks. Roman Szkop  (2009-2014), ks. Krzysztof Pustelnik (2002-2009), ks. Grzegorz Banasiak i ks. Honorat Masłoń. Do parafii nie powołano wikariuszy. Kościołem parafialnym jest kościół pw. św. Piotra i Pawła. 

## Oświata
Szkoła Podstawowa im. Stefana Żeromskiego w Krzyworzece początkowo mieściła się w budynku organistówki, ponadto nauczanie odbywało się w jednej z sal lekcyjnych w budynku przedwojennej szkoły powszechnej. Pierwszym kierownikiem szkoły była Anna Kabus, w od 9 kwietnia 1945 r. obowiązki kierownika przejął Adam Skrzypecki. Za jego kadencji 27 listopada 1947 r. szkołę przeniesiono do ośmioizbowego baraku, sprowadzonego z Wybrzeża. W opuszczonym budynku organistówki ulokowano przedszkole, którym kierowała Zofia Majtyka z domu Wykrota.
W następnych latach budynek organistówki mieścił Punkt Opieki nad Matką i Dzieckiem. Z uwagi na zły stan techniczny baraku, w 1958 r. zapadła decyzja o budowie nowej szkoły. Powstała ona jako pomnik tysiąclecia państwa polskiego. 6 września 1965 r. oddano ją do użytku.
W roku szkolnym 1966/67 nastąpiła zmiana na stanowisku kierownika szkoły. Funkcję tę objął Józef Udalski, a w roku następnym zastąpił go Józef Wągrowski.
W roku szkolnym 1976/77 z Mokrska, gdzie działała od 1970 r. Szkoła Przysposobienia Rolniczego, przeniesiono ją do Krzyworzeki jako Zasadniczą Szkołę Rolniczą. Jej działalność zawieszono 30 czerwca 1991 r.
W 1980 r. dyrektorem Szkoły Podstawowej w Krzyworzece został Witold Piwnicki, a od stycznia 1982 r. Henryk Kijak. Obecnie dyrektorem jest Małgorzata Kieler.

## Gospodarka
Jest tu cegielnia eksploatująca iły jurajskie. Już nie działająca. Cegielnię założył Józef Fertała w 1928 r. Po II wojnie, zakład oraz dom właścicieli zostały znacjonalizowane.